# Apeadero de Ferreiros
El Apeadero de Ferreiros es una infraestructura ferroviaria del Ramal de Braga, que sirve a la localidad de Ferreiros, en el ayuntamiento de Braga, en Portugal.

## Características

### Servicios
En diciembre de 2012, esta plataforma era utilizada apenas por servicios urbanos, de la división de Urbanos de Porto de la empresa Comboios de Portugal.

## Historia
El Ramal de Braga fue inaugurado el 21 de mayo de 1875.